# Terra D'Água
Os Terra D'Água existem desde 2003. Os seus integrantes actuais são Pedro Mimoso (voz), Davide Zaccaria (cello, guitarra, compositor), Aurelien Vieira Lino (sintetizadores), Alex Zuk (bateria)

## Inicio
O grupo Terra D'água foi criado pelo violoncelista e compositor italiano Davide Zaccaria. O nome foi retirado de um tema de Jorge Fernando, seu amigo de longa data.
Em 2003 lançaram o álbum "Viagem de Um Som". Paulo de Carvalho colaborou num dos temas.
Em 2007 lançaram o disco "A terra do Zeca : tributo a José Afonso". São convidadas as cantoras Dulce Pontes, Filipa Pais, Lúcia Moniz, e Uxia. Maria Anadon também colabora no disco.
Em 2008 entra a jovem cantora Diana Castro que passa a assumir o papel de voz principal do grupo. Gravam o CD "Canto Teu" é editado em 2009 com musica de Davide Zaccaria e textos de Diana Castro e de nomes como Paulo de Carvalho, João Afonso, Zeca Medeiros, entre outros.
Em 2010 entra o cantor Pedro Mimoso.
Em 2010, os Terra D'Água concorrereram ao Festival RTP da Canção, integrando na lista para a votação on-line, de onde passarão 24 às semi-finais.

## Discografia
- 2004 - Viagem de um Som - Forrest Hill Records
- 2007 - A Terra do Zeca”
- 2009 - Canto Teu'
- 2010 - O Rei Maluco

Compilações
- 2006 - Tributo a Amália Rodrigues
- 2008 - todos cantam Zeca